# Georgi Aszparuhov
Georgi Rangelov Aszparuhov (bolgárul: Георги Рангелов Аспарухов, Szófia, 1943. május 4. – 1971. június 30.) bolgár válogatott labdarúgó. Minden idők legjobb bolgár labdarúgói között tartják számon.

## Pályafutása

### Klubcsapatban
Pályafutását a Levszki Szofija csapatában kezdte 1959-ben. Két szezon után a Botev Plovdiv együtteséhez igazolt, ahol két bajnoki idényt töltött. 1963-ban visszaigazolt a Levszkibe. Összesen 246 mérkőzésen lépett pályára a bolgár élvonalban és 150 alkalommal volt eredményes. Háromszoros bolgár bajnok és ötszörös kupagyőztes. A bajnokcsapatok Európa-kupájának 1965–66-os kiírásában az Eusébio fémjelezte portugál Benfica elleni párharc két mérkőzésén 3 gólt szerzett. Ebben az időben a Benfica és az olasz AC Milan is leszerette volna igazolni, de a kommunista vezetésű Bulgária mindezt megtagadta.

### Válogatottban
1961 és 1971 között 50 alkalommal szerepelt a bolgár válogatottban és 19 gólt szerzett. Részt vett az 1962-es, 1966-os és az 1970-es világbajnokságon.

### Halála
A bolgár futball történetének egyik legtehetségesebb játékosa mindössze 28 éves korában csapattársa: Nikola Kotkov társaságában hunyt el autóbalesetben 1971-ben. Temetése idején több mint félmillió ember vonult az utcákra Szófiában. Később a Levszki róla nevezte el a stadionját.

## Sikerei, díjai
Levszki Szofija
- Bolgár bajnok (3): 1964–65, 1967–68, 1969–70
- Bolgár kupa (4): 1958–59, 1966–67, 1969–70, 1970–71

Botev Plovdiv
- Bolgár kupa (1): 1961–62

Egyéni
- A bolgár bajnokság gólkirálya (1): 1964–65 (27 gól)
- Az év bolgár labdarúgója (1): 1965